# Pool 3 bóng

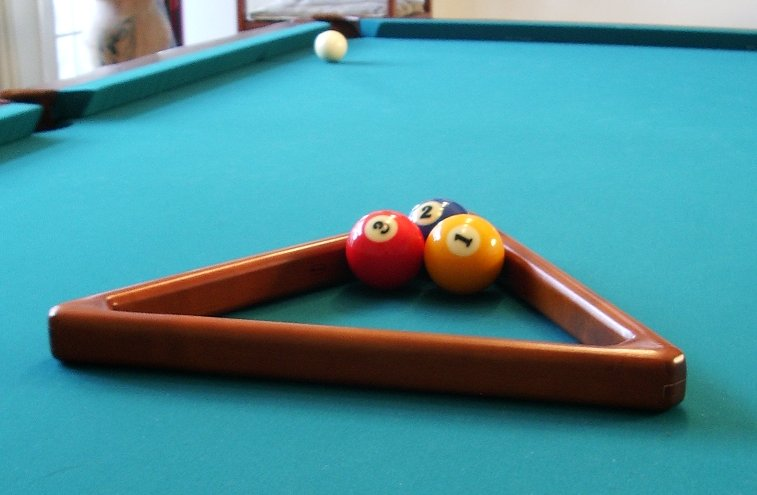
Xếp một ván đấu với ba quả bóng mục tiêu

Pool 3 bóng (hay "3 bi") là một biến thể dân gian của bộ môn Pool được chơi với ba bi mục tiêu tiêu chuẩn bất kỳ. Biến thể này thường được dùng với mục đích đánh bạc. Mục tiêu là cho ba bi mục tiêu xuống túi (lỗ) trong càng ít cú đánh càng tốt. Trò chơi thiên về sự may mắn hơn một chút so với chín bóng hoặc tám bóng, vì độ khó của việc đưa bóng xuống lỗ sau cú phá cũng như trong cả trận đấu. Đây là thể thức thi đấu phổ biến một số khu vực và tiểu văn hóa, chẳng hạn như cộng đồng thanh niên người Mỹ gốc Á ở San Francisco, California.

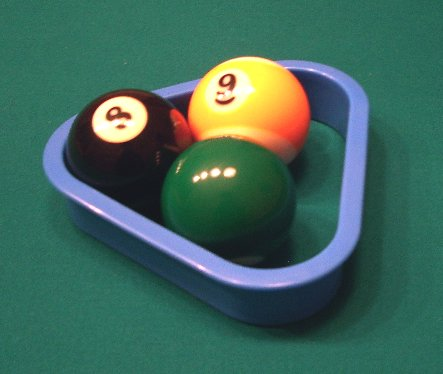
Sử dụng các bi số 8, 9 và 6 để luyện tập trên khuôn ba bóng đặc biệt.